# 23068 Tyagi
23068 Tyagi là một tiểu hành tinh vành đai chính với chu kỳ quỹ đạo là 1471.2917267 ngày (4.03 năm).
Nó được phát hiện ngày 7 tháng 12 năm 1999.